# S.P. Lybye
Søren Pedersen Lybye (født 15. januar 1825 i Hem i Salling, død 4. juni 1898 same sted) var en dansk gårdejer og politiker.
Lybye var søn af gårdejer Peder Lybye. Han lærte landbrug og overtog sin fars gård på 4½ tønde hartkorn i 1843. Han var sognefoged i Hem Sogn 1850-1853, medlem af sogneforstanderskabet 1856-1858 og sognerådsformand 1868-1872. Han var landvæsenskommissær fra 1876 til sin død i 1898 og havde tillidsposter i Skive Bank, Salling Landboforening og Den nørrejydske Kreditforening.
Lybye var medlem af Folketinget i 4 perioder afbrudt af perioder hvor han ikke opnåede valg:
- Valgt i Viborg Amts 1. valgkreds (Skivekredsen) fra 27. maj 1853 til 1. december 1854
- Valgt i Thisted Amts 1. valgkreds (Bjergetkredsen) fra 14. juni 1858 til 14. juni 1861
- Valgt i Viborg Amts 1. valgkreds (Skivekredsen) fra 14. juni 1861 til 7. juni 1864
- Valgt i Viborg Amts 1. valgkreds (Skivekredsen) fra 20. september 1872 til 25. april  1876

Han var medlem af Landstinget valgt i 8. kreds fra 1. oktober 1878 til 19. september 1894, og medlem af Rigsrådets Folketing valgt i Skivekredsen 1865-1866.
Lybye blev udnævnt til kammerråd i 1879 og til ridder af Dannebrog i 1894.